# سیال (زمین‌شناسی)

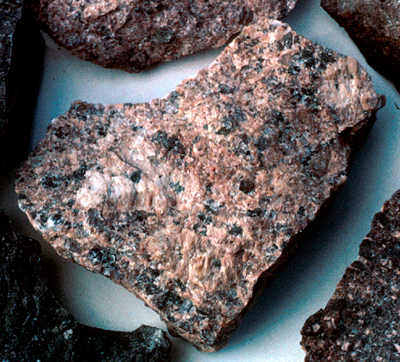
نمونه مواد سیال. یک سنگ خارای متعلق به پرکامبرین در کوه‌های سنت فرانسیس در میزوری که نشان‌دهنده خمیره (زمین‌شناسی) فلسیک است.

سیال (انگلیسی: Sial) در زمین‌شناسی به ترکیب لایه بالایی پوسته زمین اشاره دارد که در آن سنگ‌ها غنی از کانی‌های سیلیکات و آلومینیم هستند. گاهی این اصطلاح برابر پوسته قاره‌ای نیز به‌کار می‌رود، زیرا این ترکیب در حوضه‌های اقیانوسی وسیع وجود ندارد، ولی در واقع «سیال» یک اصطلاح زمین‌شیمیایی است نه زمین‌ساخت صفحه‌ای. به دلیل این که این عناصر دارای چگالی کمتری نسبت به بیشتر عناصر زمین هستند، در لایه بالایی پوسته زمین جمع شده‌اند.
زمین‌شناسان اغلب سنگ‌های موجود در این لایه را فلسیک می‌نامند، زیرا دارای مقادیر بالای فلدسپات هستند، ولی در واقع سنگ‌های «سیال» دارای تنوع زیادی از انواع سنگ‌ها هستند که شامل مقادیر زیادی از سنگ‌های بازالتی نیز می‌شود.
نام «سیال» از ترکیب دو حرف اول سیلیسیم دی‌اکسید و آلومینیم گرفته شده‌است. اصطلاح «سیال» اغلب در مقابل اصطلاح «سیما» به‌کار می‌رود که لایه پایین‌تر پوسته زمین است و اغلب در حوضه‌های اقیانوسی یافت می‌شود. اصطلاح FeNi یا NiFe نیز گاهی به منظور اشاره به آلیاژ آهن– نیکل موجود در هسته زمین به کار می‌رود. این تقسیم‌بندی‌های زمین‌شیمیایی درون زمین نخستین بار توسط ادوارد سوس در سده ۱۹ میلادی پیشنهاد شد. مدل لایه‌های بیرونی زمین توسط شواهد سنگ‌شناسی، ثقل‌سنجی و شواهد لرزه‌ای تأیید شده‌است.